# Elementary OS
elementary OS je distribucija Linux, ki temelji na Ubuntu-ju. To omogoča uporabo namizja s svojo lupino z imenom Pantheon, in je globoko povezana z drugimi osnovnimi aplikacijami, kot so Plank (dock, ki temelji na Docky), Midori (privzeti spletni brskalnik ) in  Scratch (preprost urejevalnik besedila). Ta porazdelitev uporablja Gala kot njen upravljalnik oken, ki temelji na Mutter.